# Horatio Gates
Horatio Gates (ur. 26 lipca 1727 w Maldon, zm. 10 kwietnia 1806 na Manhattanie) – amerykański generał w czasie rewolucji roku 1776.

## Życiorys
W latach 1749–1750 walczył przeciw Francuzom w Kanadzie. Do rewolucji przyłączył się w 1775 roku, mimo że wcześniej w 1765 wycofał się z armii, by zamieszkać w Wirginii.
Znane były jego kłótnie (1777 rok) jako dowódcy z innym generałem (Philip Schuyler), dowódcą Północnego Departamentu Armii Kontynentalnej. Po klęsce tego ostatniego pod fortem Ticonderoga (1777) przejął dowództwo nad armią kolegi. Gates wraz z Benedictem Arnoldem dowodzili wojskami amerykańskimi w czasie zwycięskiej bitwy pod Saratogą nad brytyjskim wojskami dowodzonymi przez Johnem Burgoyne.
4 listopada 1777 - w uznaniu jego odważnych i skutecznych wysiłków podejmowanych w ramach walk pod Saratogą - został uhonorowany Złotym Medalem Kongresu (Congressional Gold Medal) - jednym z najwyższych odznaczeń cywilnych w Stanach Zjednoczonych.